# Das Sacher
Das Sacher, Untertitel In bester Gesellschaft beziehungsweise Geschichte einer Verführung, ist eine österreichisch-deutsche Koproduktion aus dem Jahr 2016. Der unter der Regie von Robert Dornhelm entstandene zweiteilige Fernsehfilm wurde am 27. und 28. Dezember 2016 im ORF erstmals ausgestrahlt, im ZDF wurde der Film am 16. und 18. Jänner 2017 gezeigt. Am 28. November 2016 wurde der Film im  Wiener Metro-Kino präsentiert.

## Handlung
Der Film erzählt eine fiktive Geschichte rund um das Wiener Hotel Sacher und dessen Besitzerin Anna Sacher, Schwiegertochter von Franz Sacher. Die Handlung beginnt 1892 mit dem Tod des Hoteliers Eduard Sacher und spannt einen Bogen über einen Zeitraum von rund 30 Jahren.

### 1. Teil
In der Nacht, als Eduard Sacher mit 49 Jahren stirbt, versucht ein Unbekannter die elfjährige Marie, Tochter von Sophie Stadler, einer Wäscherin im Hotel, zu entführen. Erik Würtner, ein Angestellter der Wiener Staatsoper, greift ein und erschlägt den Entführer, sperrt aber die gerettete Marie in den Katakomben der Wiener Staatsoper ein. Anna Sacher, die Witwe von Eduard Sacher, kämpft um den Erhalt ihrer Konzession als k.u.k. Hoflieferantin. In ihrem Hotel kreuzen sich die Lebenswege des österreichisch-ungarischen adeligen Ehepaars Prinz Hans Georg von Traunstein und Prinzessin Konstanze von Traunstein sowie des Berliner Verlegerehepaars Martha und Maximilian Aderhold. Zwischen Konstanze und Martha entwickelt sich eine Freundschaft, die jedoch in Gefahr gerät, als die Bestsellerautorin Konstanze, die unter dem Pseudonym Lina Stein im Verlag der Aderholds veröffentlicht, eine Affäre mit Marthas Ehemann, einem glücklosen Schriftsteller, beginnt. Polizeihospitant Lechner ermittelt im Fall Stadler und findet heraus, dass Marie die Tochter von Hans Georg von Traunstein ist, welcher von der Existenz des Kindes nichts wusste. Nachdem er davon erfährt, stellt er seinen Vater Josef zur Rede, der dazumals dafür sorgte, dass die in den Diensten der Traunsteins stehende Sophie Stadler aus deren Haus verschwand. Sechs Jahre später, nach der Ermordung von Elisabeth von Österreich-Ungarn im Jahre 1898, erfährt Marie von Würtner, dass sie die Tochter von Hans Georg von Traunstein ist. Er gibt ihr außerdem jenen Geldbeutel, den er dem von ihm ermordeten Entführer abgenommen hat. Marie flieht aus dem Notenarchiv der Oper, Würtner erhängt sich.

### 2. Teil
Nach dem überraschenden Wiederauftauchen von Marie nehmen die Traunsteins Marie bei sich auf. Konstanze möchte die Geschichte der Marie Stadler schreiben, diese gibt jedoch keine Informationen über ihre Entführung und ihre Zeit mit Würtner preis. Bei Josef von Traunstein erkennt sie einen Geldbeutel, der jenem gleicht, den Würtner ihrem Entführer abgenommen hatte. Marie schließt daraus, dass der Entführer von ihrem Großvater Josef mit der Entführung beauftragt wurde. Dieser gesteht dies ihr gegenüber auch ein. Aus der Affäre zwischen Konstanze von Traunstein und Maximilian Aderhold entspringt ein gemeinsamer Sohn Andreas, Konstanze überlebt die Geburt nicht. Hans Georg von Traunstein nimmt Andreas als seinen Sohn an. Mit dem Ausbruch des Ersten Weltkrieges ändert sich das Publikum im Hotel, die Gäste bleiben aus, es sind vor allem Soldaten und Kriegsheimkehrer zu sehen. Maximilian Aderhold geht als Chronist an die Front, wo er fällt. Aus den Aufzeichnungen von Konstanze geht hervor, dass sie von der unehelichen Tochter Marie und ihrer geplanten Entführung von Beginn an gewusst hatte.

## Produktion und Hintergrund
Die Dreharbeiten fanden vom 25. April 2016 bis zum 3. Juli 2016 in Wien und Niederösterreich statt, gedreht wurde an Originalschauplätzen wie dem Hotel Sacher, wobei stark frequentierte Hotelbereiche wie die Empfangshalle und der dahinterliegende Salon originalgetreu auf einem Studiogelände in Wien-Liesing nachgebaut wurden. Neben 50 Schauspielern wirkten auch 950 Komparsen mit. Unterstützt wurde der Film vom Filmfonds Wien und Filmstandort Austria, beteiligt waren der Österreichische Rundfunk und das ZDF.
Produziert wurde der Film von MR Film und der MOOVIE the art of entertainment GmbH. Letztere zeichnete bereits 2012 für die ORF/ZDF-Koproduktion Das Adlon. Eine Familiensaga verantwortlich. Wie beim Film über das Hotel Adlon war Oliver Berben wieder Produzent, das Drehbuch stammte wieder von Rodica Doehnert, die unter dem Titel Das Sacher. Die Geschichte einer Verführung im November 2016 auch einen Roman zum Film veröffentlichte. Für den Ton zeichnete Thomas Szabolcs verantwortlich, für das Kostümbild Brigitta Fink und für das Szenenbild Bertram Reiter.
Eine Gastrolle hat Francesca Habsburg-Lothringen als Ehefrau eines englischen Diplomaten, dargestellt von Howard Nightingall. In weiteren Rollen sind unter anderem August Schmölzer als Franz Sacher, Lili Epply als Stubenmädchen Flora, Philipp Hochmair als Erzherzog Otto, Liliane Zillner als dessen Geliebte Marie Schleinzer, Martin Zauner und Martin Müller als Kommissäre des Gastgewerbeaufsichtsamtes, Sophie Stockinger als erwachsene Tochter Anni Sacher und Anna Posch als Irma von Traunstein, Tochter von Hans Georg und Konstanze, zu sehen.
Robert Palfraders gleichnamiger Onkel war 34 Jahre lang im Hotel beschäftigt, davon die letzten 17 Jahre als Generaldirektor. Von den Herstellungskosten von rund acht Millionen Euro wurden 1,6 Millionen vom Fernsehfonds Austria übernommen.

## Auszeichnungen und Nominierungen
- 2017: Romyverleihung 2017
  - Auszeichnung in der Kategorie Beste Bildgestaltung TV-Film (Marcus Kanter)
  - Nominierung in der Kategorie Bester Produzent TV-Film (Oliver Auspitz, Oliver Berben, Andreas Kamm, Kurt J. Mrkwicka, Sarah Kirkegaard)
  - Nominierung in der Kategorie Bester Nachwuchs weiblich (Sophie Stockinger)[12]
- 2017: Seoul International Drama Award in der Kategorie Best Screenwriter (Rodica Doehnert)[13]
- 2017: Bambi-Verleihung 2017
  - Nominierung in der Kategorie Schauspielerin National für Julia Koschitz[14]

## Dokumentation
Im Anschluss an den ersten Teil wurde im ORF der Dokumentationsfilm Die Königin von Wien – Anna Sacher und ihr Hotel ausgestrahlt. Produziert wurde dieser von der Nikolaus Geyrhalter Filmproduktion GmbH, Regie führte Beate Thalberg, von der auch das Drehbuch zur Dokumentation stammt. Die Dokumentation entstand in Koproduktion mit ORF und ARTE, mit Unterstützung von Fernsehfonds Austria und Filmfonds Wien. Neben einem Porträt von Anna Sacher wird darin auch das heutige Sacher präsentiert. So kommt darin beispielsweise die langjährige Chefin Elisabeth Gürtler-Mauthner zu Wort. Im ZDF wurde die Dokumentation ebenfalls im Anschluss an den ersten Teil gesendet.
Im Rahmen der Romyverleihung 2017 wurde die Dokumentation in der Kategorie Beste Dokumentation TV ausgezeichnet.

## Rezeption

### Kritiken
Norbert Mayer bezeichnete den Film in der Tageszeitung Die Presse als schonungslos verkitschte, picksüße Orgie. Das Melodram sei solide gearbeitet und prunke mit vielen Stars und vereinzelten Charakterköpfen. Einige Dialoge würden „papieren“ klingen. Der Dokumentation von Beate Thalberg würde es viel besser gelingen, Frau Sacher und den Milieus ihres Etablissements näher zu kommen. Zu einem ähnlichen Urteil kam die Tiroler Tageszeitung: „Anna Sacher als Person mehr gerecht wird Beate Thalbergs Dokumentation. […] Gewinnbringend für den Zuseher ist wahrscheinlich die Kombination aus etwas schludriger Unterhaltung und informativem Hintergrund.“
Anders urteilte Rainer Tittelbach von tittelbach.tv, der meinte: „Autorin Rodica Döhnert ist trotz der Pracht dieses Sittengemäldes – die Ausstattung edel, die Inszenierung elegant – die realistische Einschätzung der Zeit wichtiger als eine gefühlsbetonte Helden-Dramaturgie. Selbst die Hauptfiguren sind höchst ambivalent gezeichnet, erzählt wird multiperspektivisch und es werden geschickt Thrillerkrimi-Momente in das Gesellschaftsdrama eingewoben. Eine vortreffliche Besetzung rundet die 200 Filmminuten ab, in denen man zwischen den Bildern viel mitbekommt von den politischen, (geistes)geschichtlichen und zwischenmenschlichen Besonderheiten jener Jahre.“
Hans Czerny meinte auf prisma.de, dass der Zweiteiler an manchen Stellen mühsam herbeigezettelt wirke, die Handlungsmotive seien zu grobschlächtig gesetzt. Wer sich eine süffige Hotelhistorie nach dem Modell von Das Adlon. Eine Familiensaga erwarte, dürfte enttäuscht werden. Aber auch, wer auf den Wiener Ringstraßenstil der Gründerzeit oder auf eher leichte Unterhaltung im Wiener Kaffeehausstil warte, gehe hier ziemlich leer aus. Leichtigkeit sei hier nirgends, wahrheitsgetreue Historie ebenso wenig. Gut versorgt würden indessen die Liebhaber des Liebes- und Lore-Romans.

### Einschaltquoten
Den ersten Teil verfolgten bei Erstausstrahlung im ORF durchschnittlich rund 1,2 Millionen Zuseher, die daran anschließend ausgestrahlte Dokumentation wurde von rund 770.000 Personen gesehen. Die Quote des ersten Teiles entsprach einem Marktanteil von 40 Prozent. Zuletzt erreichte eine ORF-Fiction-Produktion mit Kronprinz Rudolfs letzte Liebe, ebenfalls in der Regie von Robert Dornhelm, im Jahr 2006 einen ähnlichen Wert. Der zweite Teil erreichte bei Erstausstrahlung im ORF durchschnittlich rund 1,05 Millionen Zuseher.
In Deutschland verfolgten den ersten Teil bei Erstausstrahlung im ZDF 7,17 Mio. Zuschauer, der Marktanteil lag bei fast 21 Prozent. Die Dokumentation wurde im ZDF von 5,17 Millionen Sehern verfolgt, der Marktanteil betrug 17,5 Prozent. Teil 2 erreichte im Schnitt rund 6,2 Millionen Zuseher, der Marktanteil betrug 19,3 Prozent.

## Publikationen
- Rodica Doehnert: Das Sacher: Die Geschichte einer Verführung, Roman zum Film, Europa Verlag, München 2016, ISBN 978-3-95890-043-1